# Flughafen Harare International

i7
i11
i13
Der RG Mugabe International Airport (IATA-Code: HRE, ICAO-Code: FVRG), bis 9. November 2017 Harare International Airport, ist der internationale Verkehrsflughafen der Hauptstadt Simbabwes, Harare. Er wird von der Civil Aviation Authority of Zimbabwe (CAAZ) betrieben und dient als Heimatbasis der Air Zimbabwe. Er wurde am 9. November 2017 zu Ehren von Staatspräsident Robert Mugabe nach ihm benannt.

## Geografie
Der Flughafen liegt südlich der Stadt im Dreieck zwischen Harare Stadt, Epworth und Chitungwiza im Distrikt Harare Rural, auf etwa 1490 Metern.

## Ausstattung

### Abfertigungsgebäude
Der Flughafen verfügt über zwei Passagierterminals mit je 18 Check-in-Schaltern sowie ein Frachtterminal. Die Terminals bieten diverse Dienstleistungseinrichtungen, darunter eine Bankfiliale und Cafés sowie über 300 Parkplätze. In Harare können auch große Passagierflugzeuge wie beispielsweise die Boeing 747 abgefertigt werden.

### Start- und Landebahn
Die einzige Start- und Landebahn 05/23 ist mit einer Länge von 4725 Metern eine der längsten Afrikas, Grund dafür ist die sogenannte „hot and high“-Lage des Flughafens (hoch über dem Meeresspiegel gelegen, hohe Temperaturen), die längere Startstrecken für die Flugzeuge bedingt. Der Flughafen ist für den Instrumentenflug zugelassen, es sind ILS-Anflüge möglich, am Boden befindet sich Distance Measuring Equipment sowie ein ungerichtetes Funkfeuer.

## Zwischenfälle
- Am 17. März 1955 setzte eine Vickers Viking 1B der Central African Airways (Luftfahrzeugkennzeichen VP-YEX) während eines heftigen Regenschauers auf dem Flughafen Salisbury (Rhodesien) vor der Landebahn auf und rutschte noch 300 bis 400 Meter weiter. Das Flugzeug wurde irreparabel beschädigt. Alle 28 Insassen, 5 Besatzungsmitglieder und 23 Passagiere, überlebten.[4]

- Am 5. Oktober 1956 verunglückte eine Vickers Viking 1B der Central African Airways (VP-YMO) auf einem Trainingsflug drei Kilometer nördlich des Flughafens Salisbury (Rhodesien). Die beiden Piloten kamen ums Leben.[5][6]

- Am 26. Dezember 1958 geriet eine Douglas DC-6B der französischen Union Aéromaritime de Transport (UAT) (F-BGTZ) beim Start in 15 Metern Höhe während eines sich nähernden Gewitters in eine Böenwalze und verlor dadurch immer weiter an Geschwindigkeit. Trotz Vollgas sank sie wieder zu Boden und fing Feuer. Die Maschine sollte, von Johannesburg kommend, nach dieser Zwischenlandung in Salisbury (heute Harare) weiter nach Brazzaville und dann über Nizza nach Paris fliegen. Drei der siebzig Insassen kamen ums Leben.[7]

- Am 5. Februar 1982 wurde eine Canadair CL-44D4-2 der simbabwischen Affretair (TR-LVO) bei einem Hangarbrand auf dem Flughafen Harare zerstört. Über Personenschäden ist nichts bekannt.[8]

- Im Juli 1984 (genaues Datum unbekannt) wurde eine Vickers Viscount 756D der Air Zimbabwe (Z-YNI) bei der Wartung auf dem Flughafen Harare International irreparabel beschädigt, als versehentlich das Bugfahrwerk eingefahren wurde. Personen kamen nicht zu Schaden.[9][10]